# Dita Roque-Gourary
Judith (Dita) Roque-Gourary (Sint-Petersburg, 26 juli 1925 – Brussel, 2010) was een Russisch architecte, die in 1938 naar België vertrok. Ze richtte er haar eigen praktijk op en was een activiste voor vrouwen in de architectuur.

## Jeugd en studies
Judith Roque-Gourary leefde samen met haar ouders in Rusland. Vanwege de Russische revolutie in 1917, vluchtte ze met haar ouders, Michel Gourary en Elisabeth Trainin, en jongere broer, Alexandre Gourary, naar Napels, Italië. Een tweede broer werd geboren eens ze in Napels gesetteld waren. Haar moeder en jongste broer verhuisden naar België in 1935, gevolgd door haar broer in 1937. Zelf is ze naar België verhuisd in 1938.
Na studies in zowel Duitsland als Oostenrijk, moest ze noodgedwongen uit Wenen vertrekken vanwege de Anschluss, de annexatie van Oostenrijk bij Duitsland. Haar familie was Joods en de situatie werd te onveilig om er nog langer te blijven. Ze had nog drie testen te gaan tot het behalen van haar diploma. Ze kon haar opleiding afmaken aan La Cambre (Ecole nationale supérieure des arts visuels de La Cambre) te Brussel in 1940. Na de 2e wereldoorlog trouwde ze er met Jean Roque.

## Loopbaan
Een groot deel van haar werk tussen 1941 en 1945 is verloren gegaan tijdens de Duitse bezetting (1941-1944). Na de Tweede Wereldoorlog werkte Roque-Gourary samen met Jean Nicolet-Darche. Samen ontwierpen ze onder andere residentie de Mol (St. Gillis, België, 1947) en residentie Gaullet (Wasmuel, België, 1949).
Haar samenwerking met Jean Nicolet-Darche heeft geduurd totdat ze haar eigen praktijk oprichtte. Eerst werkte ze aan enkele nieuwbouwprojecten, later veranderde ze de focus van haar werk. Ze specialiseerde zich in renovatie en modernisering van woningen uit de 19e en 20e eeuw tijdens de reconstructie-periode na de Tweede Wereldoorlog. Tijdens deze periode heeft ze onder andere de woning Van Den Hecke (Brussel, 1949) ontworpen.
Samen met haar echtgenoot Jean Roque, heeft ze ook talloze ontwerpen uitgevoerd, onder andere voor winkels, kleding en couture boetieks, interieurs voor appartementen, zelfs enkele ontworpen voor textielmotieven.

## Activisme
Roque-Gourary was lid van de International Union of Women Architects (UIFA) voor wie ze een prominente spreker was. In 1978 richtte ze de Union des Femmes Architectes de Belgique op en was er voorzitter tot 1983. Bij de oprichting deed ze volgende uitspraak waarin ze haar wens naar emancipatie uitdrukte: 
“We moeten breken met een eeuwen oude, om niet te zeggen millennia oude, gewoonte om aan de vrouw een ondergeschikte rol toe te kennen, we willen bewijzen dat we architecten zijn op onszelf en volledig capabel om waardevolle projecten te realiseren, alleen of met onze mannelijke collega’s. We zijn het ook beu om brieven, voor officiële gelegenheden of professionele exposities, te ontvangen geadresseerd aan Meneer de architect, zelfs al is de voornaam van de architect onmiskenbaar vrouwelijk.”
Ze bleef strijden voor de gelijke rechten van vrouwen in het architectenberoep tot haar pensioen in 1984. In 2010 te Brussel stierf Roque-Gourary op 85-jarige leeftijd.

## Werken

### Projecten
Van volgende zijn aan Dita Roque-Gourary toegeschreven met tekeningen in het bezit van Special Collections, Virginia Polytechnic Institute and State University.
- 1947: Michelin Tire, Rue Gustave Gibon (Zuen, België, Commercieel ) i.s.m. Jean Nicolet
- 1947: J.B. de Mol. Mrs. J.B. de Mol Residentie (St. Gilles, België) i.s.m. Jean Nicolet
- 1947: J.B. Decant, J.B. Decant Residentie (Waterloo, België) i.s.m. Jean Nicolet
- 1949: Mr. en Mrs. Gaullet, Project voor een half open bebouwing (Wasmuel, België,) i.s.m. Jean Nicolet
- 1950: Mr. en Mrs. G. Van Den Hecke, Van Den Hecke Residentie (Brussel, België)
- 1952: Mr. en Mrs. J. P. Godfriaux, Transformatie van een winkel in Adolphe Maxiaan straat (Brussel, België)
- 1954: Mr. en Mrs. J. de Ridder, Renovatie van een bureau (Brussel, België)
- 1954: Ontwerp voor Israël Fair in Brussel (Brussel, België, Commercieel)
- 1954: Mrs. Wulliger, Villa Contructie (Schaarbeek, België)
- 1955: Mr. en Mrs. J Brysz, Brysz Residentie (Brussel, België)
- 1956: Ms. Zmigrod, Zmigrod Residentie /Investment Property (Brussel, België)
- 1950-1970: Mr. en Mrs. Ch. Perelman, Perelman Residentie (Brussel, België)

Volgende ontwerpen zijn zonder datum:
- Renovatie van Appartement Rue Faider
- Avery Residentie
- Ms. Fourvel, Fourvel Paviljoen
- Ms. Fuss, Detail voor een deuromlijsting
- Hirsh Department Store (Brussel, België)
- Renovatie van een oud herenhuis (Brussel, België)
- Project voor een hotel en Residentieel centrum
- Project voor huizen voor de Michelin gemeenschap in Zuen (Zuen, België)
- Project voor het realiseren van verwijderbare huizen (Ardennen, France)
- Rassco Settlement (Tel Aviv North, Israël)
- Renovatie van een Residentie (Hewitt Bay Park, NY, VS)
- Renovatie Shoham winkel in Ravenstein Straat (Brussel, België)
- Transformatie en inrichting in 19e -eeuws Patriciër Huis (Brussel, België)

### Publicaties
Ze scheef verschillende artikelen, zowel onder haar eigen naam als in naam van UIFA. Deze publicaties bevinden zich in de archieven van Virginia Tech.